# Culex tramazayguesi
Culex tramazayguesi é um espécie de mosquito do Género Culex, pertencente à família Culicidae.